# Maria-Pia Liechtenstein, Prinzessin von und zu Liechtenstein

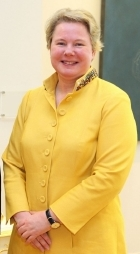
Maria-Pia Liechtenstein (2013)

Maria-Pia Liechtenstein, Prinzessin von und zu Liechtenstein (* 6. August 1960 in Wien, vollständiger Geburtsname: Maria-Pia Ludovika Ulrike Elisabeth Paschaline Katharina Ignazia Lucia Johanna Josefa von und zu Liechtenstein) ist eine liechtensteinische Diplomatin. Sie war bis 2025 Botschafterin des Fürstentums Liechtenstein in Österreich und Tschechien sowie ständige Vertreterin des Fürstentums bei der OSZE und den Einrichtungen der Vereinten Nationen in Wien.

## Werdegang
Prinzessin Maria-Pia von Liechtenstein wurde am 6. August 1960 als Tochter von Prinz Karl Alfred von Liechtenstein und Agnes Christina von Österreich in der österreichischen Bundeshauptstadt Wien geboren. Sie besuchte die Schule der Dominikanerinnen in Wien-Hietzing und maturierte dort im Jahr 1978. Anschliessend studierte sie Politikwissenschaft an der Columbia University in New York City, wo sie 1983 den akademischen Titel Master of Arts erlangte. In den Jahren 1984 bis 1986 war Maria-Pia von Liechtenstein für das Hochkommissariat der Vereinten Nationen für Flüchtlinge (UNHCR) in Genf und Karthum tätig. 1987 bis 1988 war sie Auslandsreferentin der Caritas Österreich in Wien.
Schliesslich trat Maria-Pia von Liechtenstein im Jahr 1989 in den diplomatischen Dienst ihres Heimatlandes, des Fürstentums Liechtenstein, ein. 1990 wurde sie zweite Botschaftssekretärin an der Liechtensteinischen Botschaft in Bern und Mitglied der Delegation des Fürstentums Liechtenstein bei der Konferenz über Sicherheit und Zusammenarbeit in Europa. Von 1991 bis 1993 war sie im Amt für Auswärtige Angelegenheiten der Regierung des Fürstentums Liechtenstein in Vaduz tätig und wurde erste Sekretärin bei der Botschaft des Fürstentums Liechtenstein in Österreich. Im Jahr 1993 wurde Maria-Pia von Liechtenstein schliesslich erstmals zur Botschafterin bestellt und übernahm das Amt der Liechtensteinischen Vertreterin in Brüssel als Botschafterin bei der Europäischen Union und beim Königreich Belgien.
Im August 1996 führte Liechtensteins Weg wieder zurück nach Wien, wo sie zunächst Leiterin der Delegation des Fürstentums Liechtenstein bei der Organisation für Sicherheit und Zusammenarbeit in Europa wurde. Ein Jahr später, im Dezember 1997, wurde sie auch zur Botschafterin Liechtensteins bei der Republik Österreich ernannt. Seit Juli 2000 nimmt sie darüber hinaus auch die Aufgaben der ständigen Vertreterin bei den in Wien ansässigen Einrichtungen der Vereinten Nationen wahr. Nach der Wiederaufnahme diplomatischer Beziehungen zwischen dem Fürstentum Liechtenstein und der Tschechischen Republik im Jahr 2009 akkreditierte sich Maria-Pia Liechtenstein am 11. April 2011 zudem als nicht-residierende Botschafterin Liechtensteins bei der Tschechischen Republik.

## Privatleben
Maria-Pia Liechtenstein ist seit 1995 mit dem ehemaligen Vizepräsidenten der Creditanstalt-Bankverein und später der Österreichischen Nationalbank Max Kothbauer verheiratet und Mutter eines 1997 geborenen Sohns. Sie lebt mit ihrer Familie in Wien.